# Philygria interstincta
Philygria interstincta är en tvåvingeart som först beskrevs av Fallen 1813.  Philygria interstincta ingår i släktet Philygria och familjen vattenflugor. Arten är reproducerande i Sverige. Inga underarter finns listade i Catalogue of Life.